# Australische Cricket-Nationalmannschaft in Südafrika in der Saison 1999/2000
Die Tour der australischen Cricket-Nationalmannschaft nach Südafrika in der Saison 1999/2000 fand vom 12. bis zum 16. April 2000 statt. Die internationale Cricket-Tour war Bestandteil der Internationalen Cricket-Saison 1999/2000 und umfasste drei ODIs. Südafrika gewann die Serie 2–1.

## Vorgeschichte
Südafrika bestritt zuvor ein Turnier in den Vereinigten Arabischen Emiraten, Australien eine Tour in Neuseeland.
Das letzte Aufeinandertreffen der beiden Mannschaften bei einer Tour fand in der Saison 1997/98 in Australien statt.
Am Tag vor der Tour wurde bekannt, dass der vorgesehene südafrikanische Kapitän Hansie Cronje zunächst vom südafrikanischen Verband suspendiert und später am Tag entlassen wurde.
Hintergrund war der Wettbetrugsskandal der im Rahmen der vorhergehenden Tour Südafrikas in Indien bekannt wurde.

## Stadien
Die folgenden Stadien wurden für die Tour als Austragungsort vorgesehen:
| Stadion                  | Stadt        | Kapazität | Spiele |
| ------------------------ | ------------ | --------- | ------ |
| Sahara Stadium Kingsmead | Durban       | 25.000    | 1. ODI |
| Wanderers Stadium        | Johannesburg | 34.000    | 3. ODI |
| Newlands Cricket Ground  | Kapstadt     | 25.000    | 2. ODI |

## Kaderlisten
Australien benannte seinen Kader am 17. März 2000.
| ODI | ODI |
| Südafrika | Australien |
| --- | --- |
| - Shaun Pollock (K) - Nicky Boje - Mark Boucher (wk) - Dave Callaghan - Herschelle Gibbs - Andrew Hall - Nantie Hayward - Jacques Kallis - Gary Kirsten - Lance Klusener - Neil McKenzie - Makhaya Ntini - Jonty Rhodes | - Steve Waugh (K) - Michael Bevan - Damien Fleming - Adam Gilchrist (wk) - Ian Harvey - Matthew Hayden - Brett Lee - Shane Lee - Damien Martyn - Glenn McGrath - Andrew Symonds - Shane Warne - Mark Waugh |

## One-Day Internationals

### Erstes ODI in Durban
| 12. April Scorecard | Durban | Australien 240-9 (50)           | – | Südafrika 241-4 (48) |
|                     |        | Südafrika gewinnt mit 6 Wickets |   |                      |

Südafrika gewann den Münzwurf und entschied sich als Feldmannschaft zu beginnen. Als Spieler des Spiels wurde Gary Kirsten ausgezeichnet.

### Zweites ODI in Kapstadt
| 14. April Scorecard | Kapstadt | Südafrika 144-5 (50)             | – | Australien 145-5 (24.3) |
|                     |          | Australien gewinnt mit 5 Wickets |   |                         |

Australien gewann den Münzwurf und entschied sich als Feldmannschaft zu beginnen. Als Spieler des Spiels wurde Damien Martyn ausgezeichnet.

### Drittes ODI in Johannesburg
| 16. April Scorecard | Johannesburg | Australien 205 (49.5)           | – | Südafrika 209-6 (47.5) |
|                     |              | Südafrika gewinnt mit 4 Wickets |   |                        |

Südafrika gewann den Münzwurf und entschied sich als Feldmannschaft zu beginnen. Als Spieler des Spiels wurde Lance Klusener ausgezeichnet.